# Unió Nacional de Dones Sahrauís
La Unió Nacional de Dones Sahrauís, UNDS (àrab: الاتحاد الوطني للمرأة الصحراوية, al-Ittiḥād al-Waṭanī li-l-Marʾa aṣ-Ṣaḥrāwiyya). és un moviment polític i militar del Sàhara Occidental, branca femenina del Front Polisario amb seu a Alger, Algèria. Fou creada el 1974 sota la premissa «unió d'un poble que lluita pel dret a l'autodeterminació» i compta segons la pròpia organització amb uns 10.000 membres, entre els campaments de refugiats sahrauís, la part ocupada pel Marroc del Sàhara Occidental, els territoris alliberats i la diàspora sahrauí.
L'organització, activa principalment en els camps de refugiats sahrauís de Tindouf, està dirigida per un Comitè Nacional que inclou un Comitè Executiu presidit per la secretaria general. És present internacionalment en l'organització de suport a les dones i la causa sahrauí, i entre els seus objectius es troba la sensibilització de la posició de la dona en la societat en tots els àmbits (alimentació, educació, sanitat, cultura) i alhora preparar-la professional i políticament per una nació saharaui independent.
L'organització és membre de la Federació General de Dones Àrabs i de la Federació Democràtica Internacional de Dones (FDIM) des del 1977, i de l'Organització Panafricana de Dones (OPM) des del 1980.